# Sbarro (restaurant)
Pour les articles homonymes, voir Sbarro.
Sbarro est une chaîne de restauration rapide américaine fondée en 1956.
Elle est implantée dans près de 30 pays avec plus de 1000 restaurants, dont un à Times Square (New York, États-Unis).

## Histoire
Sbarro a été fondée en 1956 par Gennaro et Carmela Sbarro. Le couple et leurs trois fils, Joseph, Mario et Anthony, ont immigré en Amérique depuis Naples, en Italie. La même année, la famille Sbarro a ouvert sa première salumeria (une épicerie italienne) au 1701 65th Street et 17th Avenue à Bensonhurst, Brooklyn, New York, qui est devenue populaire pour sa nourriture fraîche et ses plats italiens. Son emplacement d'origine fermé en 2004.
Le succès du Sbarro Salumeria a conduit à l'ouverture de sites supplémentaires dans la région métropolitaine de New York. En 1970, Sbarro a ouvert son premier restaurant dans un centre commercial dans le centre commercial Kings Plaza de Brooklyn. L'un de leurs points de vente les plus fréquentés était situé dans le centre commercial du World Trade Center, bien qu'il ait été détruit lors des attentats du 11 septembre 2001.

### Réponse à l'invasion russe de l'Ukraine en 2022
Pendant l'invasion russe de l'Ukraine en 2022, Sbarro Pizza a refusé de rejoindre le retrait du marché russe par la communauté internationale. Une recherche de Yale University sur la façon dont les entreprises réagissaient à l'invasion de la Russie a classé Sbarro dans la catégorie la plus basse de "Enfouissement", ce qui signifie "Défier les demandes de sortie : entreprises défiant les demandes de sortie ou de réduction des activités". Ils ont reçu la note la plus basse possible pour avoir poursuivi leurs activités comme si de rien n'était.